# Сауль Коко
Сауль Басіліо Коко-Бассей Оубінья (ісп. Saúl Basilio Coco-Bassey Oubiña, нар. 9 лютого 1999, Лансароте) — іспанський та екваторіально-гвінейський футболіст, центральний захисник та опорний півзахисник італійського клубу «Торіно» та національної збірної Екваторіальної Гвінеї.

## Клубна кар'єра
Коко народився у місті Лансароте, Канарські острови, у сім'ї колишнього футболіста з Екваторіальної Гвінеї та матері-іспанки. Батько грав за канарський клуб «Пуерто дель Кармен» у сезоні 1987/88 разом зі своїм братом Луїсом (дядьком Коко). Коко також має нігерійське походження через свого діда по батьковій лінії.
Коко приєднався до молодіжної команди «Еспаньйола» у липні 2016 року, до того навчаючись у академії невеличкого клубу «Оріентасьйон Марітіма» (де його тренував його батько) і «Лас-Пальмаса». У серпні 2018 року, після завершення навчання, на сезон Сауль був відданий в оренду команді Терсери «Орта». Саме там Коко і дебютував на дорослому рівні 18 серпня 2018 року, вийшовши на заміну у другому таймі в домашній грі проти «Фігераса» (3:1) і загалом за сезон зіграв 22 гри чемпіонату.
18 липня 2019 року він повернувся до свого колишнього клубу «Лас-Пальмаса», і став виступати за третю команду, що також грала у Терсері, а перед початком сезону 2020/21 Коко був переведений до резервної команди, що грала у Сегунді Б.
Коко дебютував у першій команді «Лас-Пальмаса» 17 грудня 2020 року, замінивши Альваро Лемоса у виїзній грі проти клубу «Вареа» (4:0) у матчі Кубка Іспанії.
8 жовтня 2023 року відзначився забитим м'ячем у воротах «Вільярреала», який був визнаний найкращим голом місяця в іспанській Ла-Лізі.
19 липня 2024 року підписав чотирирічний контракт з італійським клубом «Торіно».

## Міжнародна кар'єра
Маючи право грати на міжнародному рівні за Екваторіальну Гвінею, Нігерію чи Іспанію, Коко був викликаний до національної збірної першої з них в серпні 2017 року і дебютував на міжнародній арені 3 вересня, замінивши Пабло Ганета в товариській грі проти Беніну (1:2). Зробивши це, він став першою людиною з Лансароте, яка зіграла за національну збірну за 67 років. Втім згодом матч був виключений з реєстру ФІФА, оскільки арбітр та його помічники були з Екваторіальної Гвінеї. В результаті 9 жовтня 2017 року в товариській грі проти Маврикію (3:1) Сауль дебютував за збірну Екваторіальної Гвінеї у визнаному ФІФА матчі. 17 листопада 2018 року Коко зіграв за збірну у відбірковому матчі до Кубка африканських націй проти Сенегалу, дебютувавши таким чином і в офіційній грі.
7 жовтня 2021 року Коко забив перший гол за національну збірну у матчі відбору до чемпіонату світу 2022 року проти Замбії (2:0).
Першим великим турніром для Коко став Кубок африканських націй 2021 року, відкладений через пандемію COVID-19 на початок 2022 року. У Камеруні він відіграв усі матчі і допоміг своїй команді вийти в чвертьфінал; У 1/8 фіналу проти Малі він реалізував свій удар в серії післяматчевих пенальті і допоміг команді пройти до наступного раунду, де у грі проти Сенегалу Екваторіальна Гвінея програла 1:3 і покинула турнір.

## Досягнення

### Особисті досягнення
- Гол місяця іспанської Ла-Ліги: жовтень 2023[10]